# روزالي إيدج
روزالي بارو إيدج (3 نوفمبر 1877-30 نوفمبر 1962) هي عالمة بيئة أمريكية وناشطة حقوقية نادت بمنح المرأة حقها بالتصويت. في عام 1929، أنشأت إيدج اللجنة الطارئة للحفاظ على الموارد الطبيعية لفضح فشل مؤسسة الحفاظ على الأنواع في أداء مهامها وللدعوة للحفاظ على الأنواع الحية. في عام 1934، أسست إيدج أيضًا أول محمية في العالم للطيور الجارحة، محمية جبل هوك، بالقرب من قرية كيمبتون بولاية بنسلفانيا الأمريكية. كانت إيدج تعتبر من أكثر دعاة الحفاظ على البيئة تشددًا في عصرها، واشتهرت باشتباكها العلني، الذي استمر لعدة عقود، مع قادة جمعية أودوبون الوطنية حول مناهج الحفاظ على الحياة البرية. في عام 1948، وصفها أحد زملائها من دعاة حماية البيئة بأنها «الناشطة النزيهة والجبارة وغير الأنانية الوحيدة في تاريخ الحفاظ على الحياة البرية».

## الحياة المبكرة والعائلة
ولدت مابل روزالي بارو بتاريخ 3 نوفمبر 1877 في مدينة نيويورك لجون ويلي بارو وهارييت بوين بارو. كان والدها البريطاني، ابن عم تشارلز ديكنز وشبيهه، وأحد أقارب الرسام جيمس مكنيل ويسلر، محاسبًا ثريًا. تعود أصول والدتها إلى التاجر الهولندي كيليان فان رينسيلار. كانت روزالي الأصغر بين إخوتها الخمسة الذين بقوا على قيد الحياة، أطلق والدها عليها لقب «الفناة النبيلة»، أو «أنبل فتاة»، وفضلها على إخوتها الأكبر سنًا، وعاملها على أنها قائدة لهم. اعتاد والد روزالي استصحابها في رحلات إلى سنترال بارك، وعمل على تعزيز شغفها المبكر بعالم الحيوانات.
عندما كانت في السابعة عشر من عمرها، وخلال زيارة عائلية إلى إنجلترا، التقت روزالي المهندس المدني البريطاني وخريج جامعة كامبريدج، تشارلز نويل إيدج. ازدهرت علاقتهما بعدما تبعت روزالي تشارلز إلى اليابان بعد أن أُرسل للعمل في مدينة يوكوماها. تزوجت روزالي تشارلز بتاريخ 28 مايو 1909. بعد قضاء ثلاث سنوات تقريبًا في آسيا، عمل خلالها تشارلز بشكلٍ أساسي في الصين وماليزيا، عاد الزوجان للاستقرار بشكل دائم في نيويورك، وأنجبا طفلين، بيتر المولود عام 1913، ومارغريت المولودة عام 1915. في بادئ الأمر كان زواج تشارلز وروزالي سعيدًا للغاية، لكن الغياب المتكرر لتشارلز لأداء مهام عمله، إضافة إلى اهتمام روزالي بالحياة البرية، تسبب بحدوث شرخ بينهما، الأمر الذي انتهى بانفصالهما بتاريخ 14 فبراير 1924. بعد وفاته في عام 1944، ترك تشارلز لطليقته الحد الأدنى من التركة الذي يسمح به قانون ولاية نيويورك. طعنت روزالي بالوصية، وتمكنت من الحصول على الجزء الأكبر من تركته بعد ما يقارب العام من تسجيل القضية في المحكمة.

## نشاطها المبكر
في عام 1913، وخلال رحلة من إنجلترا إلى نيويورك على متن السفينة العابرة للمحيط، إر إم إس موريطنية، التقت روزالي بزوجة فيكونت روندا، سايبيل توماس، وصادقتها. ثقفت توماس، المؤيدة لحركة المملكة المتحدة لمنح المرأة حقها بالتصويت، إيدج حول قضية حقوق الانتخاب، وركزت على تعريفها على أنشطة ابنتها، مارغريت ماكوورث، التي كانت قد سُجنت مؤخرًا بسبب نشاطاتها النضالي في الحركات الحقوقية المتعلقة بحق المرأة بالانتخاب. بعد عقود من الزمن، وصفت إيدج النقاشات التي أجرتها مع توماس بأنها «أول يقظة ذهنية». لم تنشط إيدج في المجال الحقوقي بعدها لعدة سنوات استقرت خلالها مع عائلتها في نيويورك وأنجبت طفلين.
في شهر مايو 1915، وقبل وقت قصير من ولادة طفلها الثاني، شعرت إيدج باقتراب أجلها، وتمثلت ردة فعلها على هذا الإحساس بالتبرع بأموالها للجمعيات الخيرية ودعم القضايا الحقوقية. دعمت إيدج بشكل خاص جمعية المساواة في الحقوق الانتخابية بين الجنسين، وجمعية أودوبون الوطنية البيئية غير الربحية. وصفت كاتبة السيرة الذاتية، ديانا زي. فورمانسكي، قرار إيدج بدعم هذه الجمعيات بأنه «خيار غريب»، خاصة وأن إيدج لم تبدِ مسبقًا أي اهتمام بحماية أنواع الطيور.